# Iouga
Iouga is de gereconstrueerde naam van een Keltische godin uit de Romaanse periode in Britannia. De naam is bekend van een enkele fragmentarische inscriptie op een votiefsteen uit York. De naam komt op de beschadigde steen voor als Ioug[...] of Iou[...] in een tekst als volgt:
NVMINIB AVG ET DEAE IOV[...]
SIVS AEDEM PRO PARTE D[...]
Aan de numina van de Keizer(s) en aan de godin Iou[..], (bouwde/restaureerde) [..]sius een (half?) gedeelte van de tempel.
Bij het lezen van de gefragmenteerde naam als Ioug[...], stelde Roger Wright de gereconstrueerde vorm Iouga voor, die hij in verband bracht met het Proto-Keltisch *jugā dat 'juk' betekent. Maar Theresia Pantzer, die de steen opnieuw onderzocht, stelde dat wat Wright had waargenomen als letter g in feite sporen van "beschadiging aan de steen waren". De godin is verder onbekend.